# Massey Hall
Massey Hall es una sala de conciertos ubicada en Garden District, en la ciudad de Toronto, Canadá. Fue inaugurado en 1894 con una capacidad inicial de 3.500 personas, pero tras una reforma en la década de 1940 su aforo se redujo a 2.765 asientos. El diseño del interior está inspirado en la Alhambra de Granada y el Auditorio de Chicago.
En 1973, el Ayuntamiento de Toronto designó al edificio como bien patrimonial en virtud de la Ley de Patrimonio de Ontario (Ontario Heritage Act). El 15 de junio de 1981 fue designado Sitio Histórico Nacional de Canadá.